# 東方比利
東方比利（1964年10月31日—），原名汪中成，祖籍浙江省永嘉縣，生於台灣澎湖，成長於台灣，復興商工美工科畢業，為新加坡癌症互助協會（365防癌教育協會）創辦人，「比利的家」運動飲食生活規律工作室負責人。

## 生平
東方比利，生於台灣澎湖，在台北長大。父親是將軍，出生於浙江永嘉，母親生於湖南湘潭，有四個哥哥。
從小經歷家庭暴力使比利自卑又有叛逆的性格，台灣復興商工畢業後便因縁際會進入演藝圈，以華貴牌褲襪（李季準那感性的廣告：'華貴牌褲襪，腰部以下完全透明'）裡的美腿被挖掘，以藝名“汪汪男”扮女裝反串秀名噪一時。 1978至1986年後將工作重心轉往新加坡，在演藝圈廣播裡開創一片天地。正當事業如日中天，比利驚得血癌，醫生判斷來日無多。比利決定自殺，自殺前打電話給詹順祥牧師，被感投身基督教。
信主後的比利人生改變、身體痊癒，投身公益。他創立新加坡癌症互助協會（365防癌教育協會），最初只是和一群病友們單純在一起互勉的小團體，現成為為抗癌病友和防癌公眾服務的非盈利組織。比利還成立比利的家，推廣健康飲食、畫畫、音樂、運動的積極人生。他也自2006起在新加坡Kampong Java Park 的公園帶領群眾做保健拉伸操。
2007年癌病復發，比利已將自己主持的追思禮拜錄好。 2010年初完成骨髓移植，癒後良好，積極在世界各地見證健康福音。兩度罹患血癌、一度因治療需要增胖20餘公斤。康復後帶領民眾跟他一起從事公益活動。
他規劃出“60天改變身心靈健康課程，以自己的經驗，用運動健身、健康烹飪、藝術創作、衣療改造，以及心靈改造等五種課程帶領群眾一起找回身心靈健康。讓身材發福者重現窈窕的曲線找回自信心、讓中年人找回青春的魅力、銀髮族重現健康的活力，慢性病患及癌友們也積極面對病魔。

## 癌症史
- 1992年底1993年初罹患血癌
- 2004年動腦部手術
- 2007年血癌復發
- 2010年1月赴美骨髓移植，血型改變（由A型變O型）

## 出版

### CD
- 《戀我1986》
- 《燃燒自己》
- 《多少柔情多少淚》
- 《Standby me》
- 《現在才懂》
- 《詩篇中的詩篇》
- 《東方比利我不孤獨》
- 《因为有你:真情四十》
- 《箴言中的箴言》
- 《詩篇中的箴言》

### DVD
- 《讓愛動起來》
- 《生命寫真:那天我相信》
- 《健康，我能做主》
- 《詩篇中的詩篇》
- 《箴言中的箴言》
- 《東方比利：健康拉伸操》
- 《東方比利：1993-2013 20年精華輯》

### 書
- 《蔬果自然美》
- 《居家保健 DIY》
- 《我瘦够了》
- 《還我健康》
- 《還我清白》
- 《回家:一個台灣浪子找愛的故事》
- 《會唱歌的烘焙書》
- 《生機食療DIY大全》
- 《東方比利：活出生命的驚嘆號1》
- 《東方比利：活出生命的驚嘆號2》

## 資料來源
- 東方比利/汪中成演講，Ponponforever摘要

## 相關連結
- 東方比利官方網站
- Billy House International Pte Ltd 比利的家 （页面存档备份，存于）
- 舊金山世界日報報導[永久]
- 新加坡廣播天王東方比利 2度骨髓移植 擊退血癌（蘋果日報）
- 反串秀始祖東方比利　當過牛郎罹患血癌　出書談際遇（今日新聞網）
- 東方比利 facebook
- 二次抗癌成功　東方比利回來了！[永久]
- 東方比利　散盡千金　擊敗血癌（自由電子報） （页面存档备份，存于）
- 變裝秀浪子回頭　抗癌成功（中時電子報） （页面存档备份，存于）
- 東方比利二度抗癌成功　秀自創拉伸操（人間衛視） （页面存档备份，存于）
- 東方比利 　抗癌生命照亮人群（今日基督教報）